# Sublime (álbum)
Sublime é o terceiro e último álbum de estúdio da banda Sublime. Originalmente chamaria-se Killin' It, mas tanto a banda quanto a gravadora concordaram em substituir o nome devido ao falecimento do vocalista e líder da banda Bradley Nowell antes do lançamento do álbum. O disco foi o mais bem sucedido do Sublime, ganhando a platina cinco vezes em 1999, elevando a banda como uma referência do rock alternativo da década de 1990.
Os estilos musicais pelo álbum variam, passando do reggae "Caress Me Down" ao pop rock de "What I Got", o ska em "Same in the End" e o punk rock de "Paddle Out". Essa diversidade expressada no álbum é considerada um dos principais fatores para seu sucesso na média geral. O álbum marcou a entrada da banda em uma grande gravadora (MCA), após lançamentos anteriores na Skunk Records.

## Faixas

### Lançamento original (1996)
1. "Garden Grove" – 4:21
2. "What I Got" – 2:51
3. "Wrong Way" – 2:16
4. "Same in the End" – 2:37
5. "April 29, 1992 (Miami)" – 3:53
6. "Santeria" – 3:03
7. "Seed" – 2:10
8. "Jailhouse" – 4:53
9. "Pawn Shop" – 6:06
10. "Paddle Out" – 1:15
11. "The Ballad of Johnny Butt" – 2:11
12. "Burritos" – 3:55
13. "Under My Voodoo" – 3:26
14. "Get Ready" – 4:52
15. "Caress Me Down" – 3:32
16. "What I Got (Reprise)" – 3:02
17. "Doin' Time" – 4:14

### Conjunto especial de dois CDs (1996)
Uma edição limitada do lançamento original contendo um CD adicional, contendo:
1. "Doin' Time (Eerie Splendor Remix)"
2. "Date Rape"
3. "All You Need"
4. "Lincoln Highway Dub"
5. "Rivers of Babylon"
6. "What I Got (Demo)"

### Relançamento (2006)
Em 15 de agosto de 2006 o álbum foi relançado para comemorar seu décimo aniversário, em uma edição dupla de luxo pela Universal Music.
Disco um
1. "Trenchtown Rock"
2. "Doin' Time" [Original Mix]
3. "Wrong Way"
4. "Paddle Out"
5. "What I Got"
6. "Pawn Shop"
7. "April 29, 1992 (Miami)"
8. "Santeria"
9. "Seed"
10. "Jailhouse"
11. "Caress Me Down"
12. "The Ballad of Johnny Butt"
13. "Under My Voodoo"
14. "Burritos"
15. "Same in the End"
16. "Get Ready"
17. "What I Got (Reprise)"
18. "Garden Grove"

Disco dois
1. "I Love My Dog"
2. "Superstar Punani"
3. "April 29, 1992 (Miami)" [Alternate Version]
4. "Saw Red" [Acoustic Version]
5. "Little District" [Acoustic Version]
6. "Zimbabwe" [Acoustic Version]
7. "What I Got" [Alternate Version]
8. "Doin' Time" [Uptown Dub]
9. "Doin' Time" [Eerie Splendor Remix featuring Mad Lion]
10. "Doin' Time" [Remix by Wyclef Jean]
11. "Doin' Time" [Remix by Marshall Arts featuring The Pharcyde]
12. "Doin' Time" [Marshall Arts Instrumental Version]
13. "April 29, 1992 (Miami)" [Instrumental Version]
14. "Caress Me Down" [Instrumental Version]
15. "What I Got" [Instrumental Version]

Videoclipes (contidos no disco dois)
1. "What I Got"
2. "Wrong Way"
3. "Santeria"
4. "Doin' Time" [Original Mix - Alternate Version]
5. "What I Got (Reprise)"

- Uma galeria de imagens, contendo planos de fundo e proteções de tela.

## Paradas musicais
Álbum
- 13º - The Billboard 200 (1996)

Compactos
- 11º - "What I Got" - Mainstream Rock Tracks (1996)
- 1º - "What I Got" - Modern Rock Tracks (1996)
- 38º - "Santeria" - Adult Top 40 (1997)
- 3º - "Santeria" - Modern Rock Tracks (1997)
- 39º - "What I Got" - Adult Top 40 (1997)
- 3º - "Wrong Way" - Modern Rock Tracks (1997)